# 北海鋼機
北海鋼機（ほっかいこうき）は、北海道江別市にある企業。

## 概要
北海道唯一となるカラー鋼板の製造設備をもつ鉄鋼二次製品メーカーであり、主力製品のカラー鋼板や剪断の加工設備が充実しているほか、建築材料（建材）の加工製品を製造販売している。かつては土木事業を行っていたが、2007年（平成19年）に廃止した。なお、商標は「雪印」であるが雪印グループの商標とは異なっており、会社としても関連性はない。ただし同社の公式サイト上で「雪印」が雪印メグミルクの登録商標であることが明記されている。

## 沿革
- 1961年（昭和36年）：富士製鐵（現在の日本製鉄）系列の北日本鋼機工業と北海鐵板による合併新会社として「北海鋼機」設立。
- 1963年（昭和38年）：アメリカ合衆国のアームコ・スチールと技術提携。
- 1964年（昭和39年）：合理化計画による江別工場（第1工場、第2工場）操業開始[1]。商標を「オットセイ印」から「雪印」に変更。
- 1968年（昭和43年）：合理化計画による第3工場操業開始。
- 1977年（昭和52年）：線めっき新工場操業開始。
- 1986年（昭和61年）：土木事業部新設（2007年廃止）。
- 2007年（平成19年）：棒線部門新設による会社分割（分社化）し、NS北海製線設立[2]。新日本製鐵の100%子会社となる[3]。
- 2008年（平成20年）：日鉄住金鋼板の100%子会社となる[4]。北海鋼機の子会社である北板金属、スノークスと合併[5]。
- 2011年（平成23年）：スチールハウス用形鋼成形設備をNSハイパーツに移管。「ISO 9001」取得。
- 2014年（平成26年）：新社屋完成。

## 製品
めっき鋼板
- ニスクジンク
- ガルバリウム鋼板
- エスジーエル

カラー鋼板
- 雪印カラー
- 雪印スーパーモスリー
- 雪印モスリーFC
- 雪印スノーフロンGL

フラットデッキ
- 雪印Fデッキ

## 事業所
本社・工場
- 北海道江別市上江別441

営業部
- 札幌市中央区北2条西4丁目 北海道ビルヂング8階